# Смоляная яма

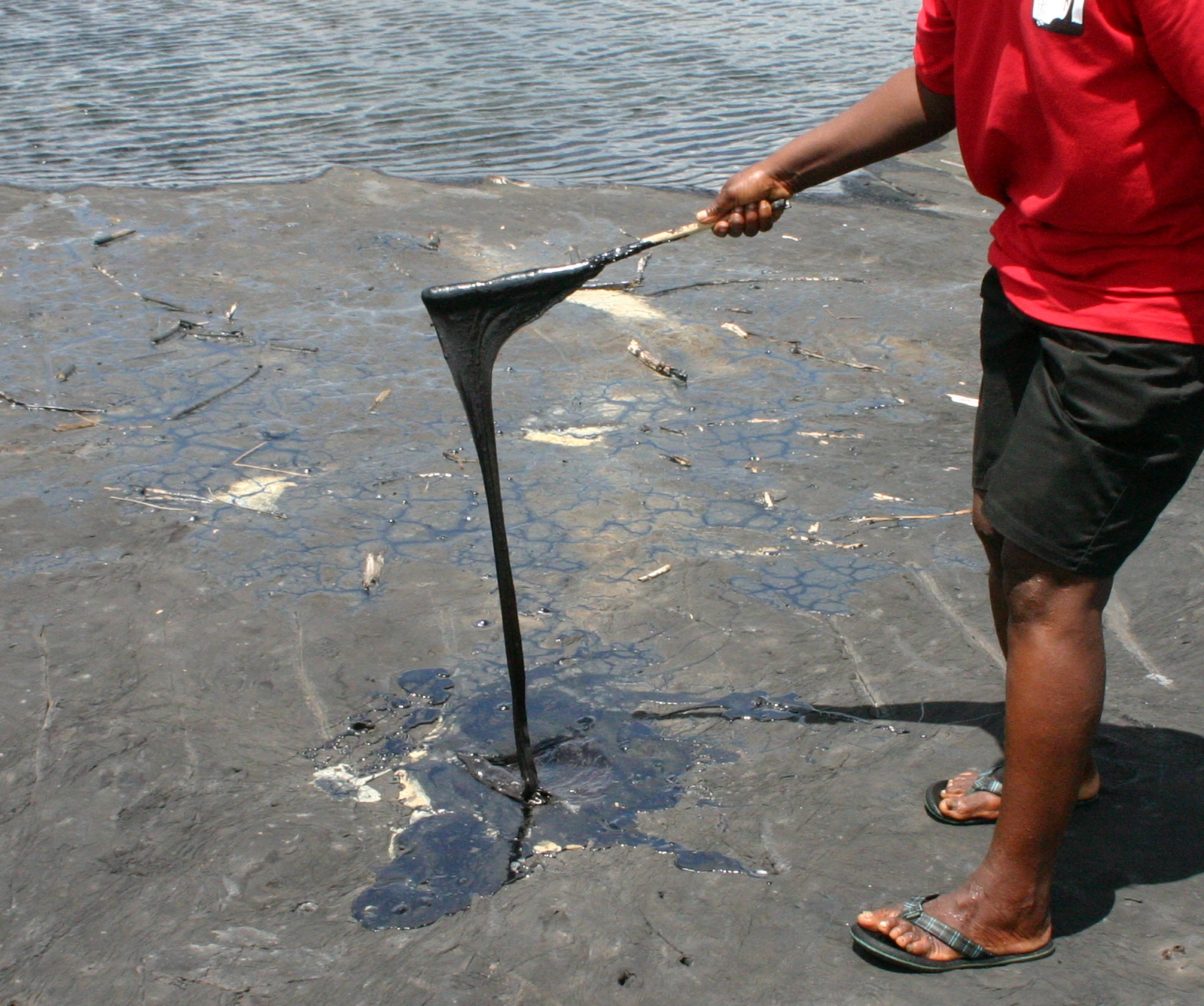
Пич-Лейк, Ла-Брея, Тринидад и Тобаго

Смоляная яма (англ. tar pit), правильнее  битумная яма (англ. asphalt pit) или битумное озеро (англ. asphalt lake), — место, где подземный битум выходит на поверхность, создавая большой участок природного асфальта.

## Известные смоляные ямы

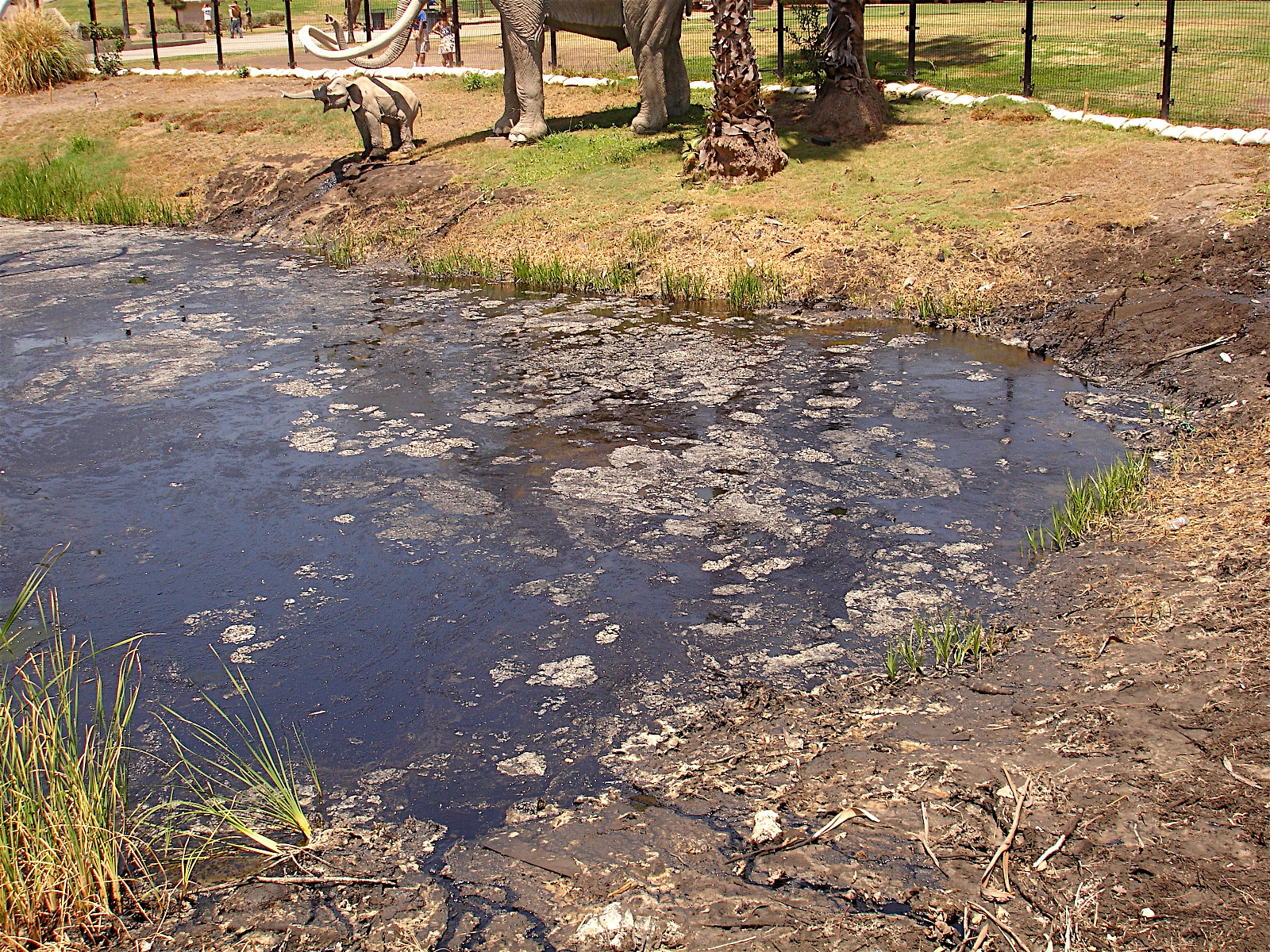
Пич-Лейк, Ла-Брея, Тринидад и Тобаго

В мире всего лишь несколько известных битумных озёр:
- Пич-Лейк (Ла Бреа, Тринидад и Тобаго)
- Озеро Бермудес (Либертадор, штат Сукре, Венесуэла)
- Ранчо Ла-Брея (Лос-Анджелес, Калифорния, США)
- Бинагади (Бинагади, Баку, Азербайджан)
- Смоляные ямы МакКитрика (МакКитрик близ Бейкерсфилда, Калифорния, США)
- Смоляные ямы Карпинтерии (Карпинтерии, Округ Санта-Барбара, Калифорния, США)

Также битумные озёра есть в Техасе, Перу, Иране, России и Польше. Множество смоляных ям есть в окрестностях Мёртвого моря, а во времена Иосифа Флавия Мёртвое море называли Асфальтовым озером из-за плававших в нём кусков битума.

## Палеонтологическое значение
Животные, попавшие в смоляную яму, часто увязают в них, что делает эти ямы отличными местами для обнаружения костей доисторических животных. В частности, из одних только калифорнийских смоляных ям Ла-Брея было извлечено более полумиллиона костей животных, в том числе смилодонов, мамонтов, медведей, огромных грифов и множество разнообразных грызунов, ящериц и насекомых. Скелеты из Ла-Брея, составляющие крупнейшую в мире коллекцию останков животных, существовавших 15 тысяч лет назад, выставлены в местном музее Лос-Анджелеса.

## Химия
Смоляные или гудроновые ямы — лужи из полужидкого асфальта. В начале своего образования они состояли из сырой нефти, которая образовалась под поверхностью Земли. Сырая нефть — это смесь гетероатомных соединений, углеводородов, металлов и некоторых неорганических соединений. Сырая нефть менее вязкая, чем асфальт, потому что она содержит более высокий процент лёгких углеводородов. К лёгким углеводородам относятся: метан, этан, пропан и бутан, которые имеют очень низкий молекулярный вес и могут легко испаряться из сырой нефти, оставляя после себя более тяжёлые и липкие молекулы. Асфальт или битум обычно содержит цепочки высокомолекулярных углеводородов (с более чем 50 атомами углерода). Это увеличивает вязкость и температуру кипения.